# الإذاعة والتليفزيون (مجلة)
مجلة الإذاعة والتليفزيون مجلة أسبوعية تصدرعن اتحاد الإذاعة والتلفزيون المصري، من أقدم وأعرق المجلات المصرية، حيث صدر العدد الأول منها في 21 مارس عام 1935 باسم الراديو المصري، وهى مجلة عامة تهتم بشكل خاص بالفن والإذاعة والتليفزيون. يعتبر وزير الإعلام المصري هو الرئيس الأعلى لها حيث يحق له وحده تعين رئيس مجلس ادارتها ورئيس تحريرها ومدير تحريرها والمدير الإدارى لها.

## إدارة المجلة
- رئيس مجلس إدارتها (حسين زين )
- رئيس التحرير خالد حنفى

## رؤساء تحرير سابقون
- محمــود على
- فهيـم أحمد
- سكينة فؤاد
- محمد جلال
- أحمد بهجت
- ياسر رزق
- محمد عبد الحميد
- محمد الغيطى
- هاله البدرى
- ناهد عز العرب

## رؤساء مجلس إدارة سابقون
- حسين زين
- احمد سليم
- سوسن الدويك
- ناهد عز العرب
- هالة البدرى
- عصام الأمير
- شكرى أبو عميره
- إسماعيل الششتاوى
- ثروت مكى
- اسامه الشيخ
- أحمد أنيس
- إبراهيم العقباوى
- فريدة عرمان
- حمدى الكنيسى
- عبد الرحمن حافظ
- أمين بسيونى
- محمد جلال

## أشهر كتاب المجلة على مر العصور
- نجيب محفوظ
- توفيق الحكيم
- محمد عنانى
- سامى السلامونى
- سكينة فؤاد
- محمد جلال
- خيري شلبي
- حسن عثمان
- هاني سميح

## نبذة عن تاريخ المجلة
مجلة الإذاعة والتليفزيون، هي مجلة مصرية انشئت عام 1935 باسم الراديو المصري وهى تصدر عن اتحاد الإذاعة والتليفزيون المصري وهو هيئة حكومية مصرية تتبع اتحاد الإذاعة والتلفزيون المصري.

## وصلات خارجية
- الموقع الرسمي